# Tramlijn 4 (Rotterdam)
Tramlijn 4 van de Rotterdamse RET verbindt het Heemraadsplein met de Nieuwe Binnenweg, Centraal Station, de wijk Oude Noorden, Station Noord en de wijk Hillegersberg met de Molenlaan.

## Geschiedenis
De eerste lijn 4 reed van 25 oktober 1906 tot 1 mei 1929 de route Oudehoofdplein (Oude Haven) - Willemsplein. Daarna is de route gewijzigd en reed de lijn naar de Mathenesserweg in plaats van Willemsplein. Later dat jaar werd de lijn verlengd naar Marconiplein en verder naar Schiedam Koemarkt. In 1934 werd de lijn verlengd van het Oudehoofdplein naar Station Maas. In 1944 werd de lijn opgeheven, maar nog geen jaar later opnieuw in gebruik gesteld. In 1953 werd de lijn ingekort tot Oostplein, door de opheffing van Station Rotterdam Maas.

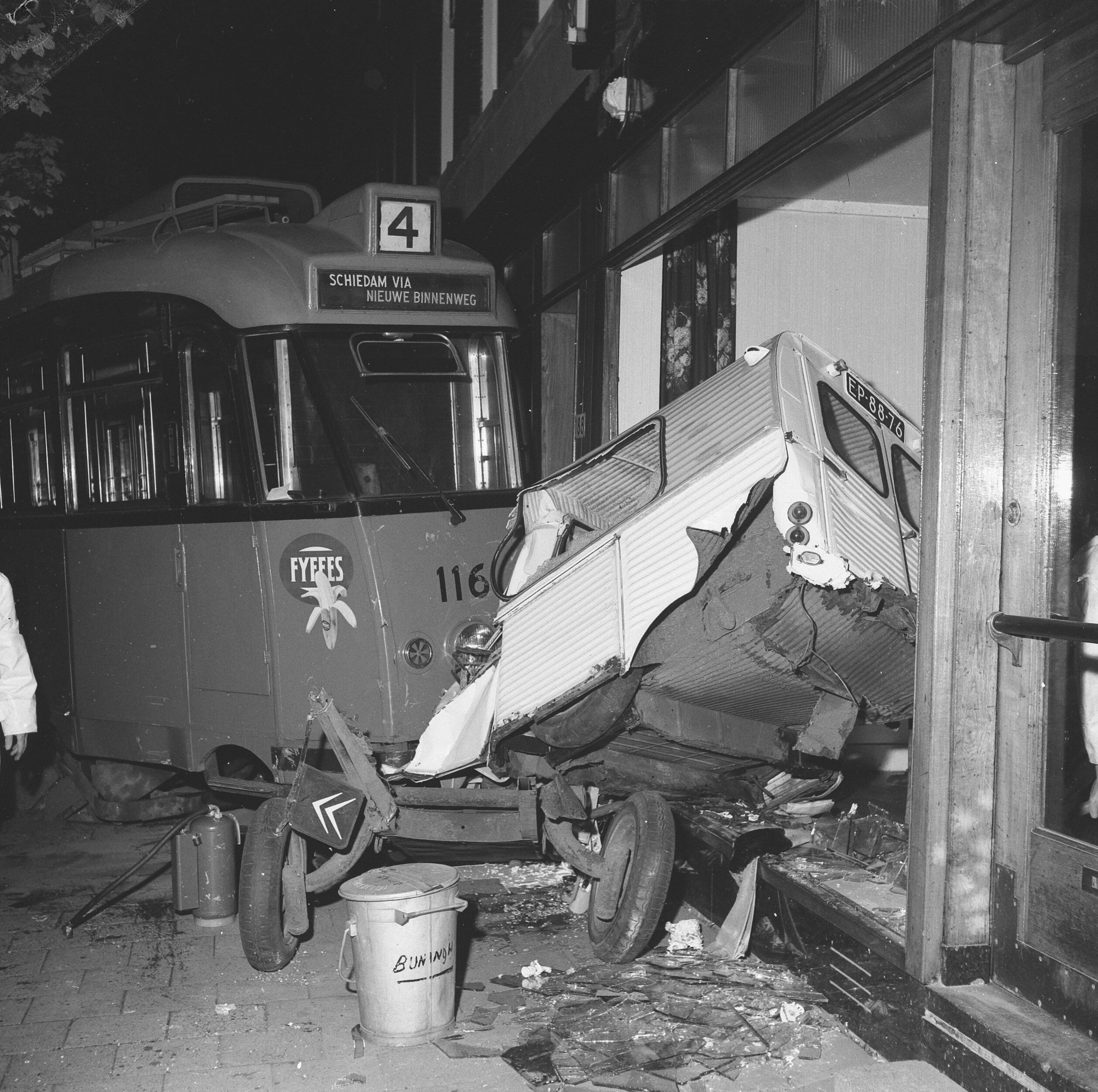
ongeval met Allan 116 op lijn 4 in 1965

In 1954 werd de lijn gewijzigd in de ringlijnen 4A en 4B die elk in een tegen elkaar in rijdende richting vanaf Schiedam via verschillende routes naar het centrum van Rotterdam reden en weer terug naar Schiedam. Ter herkenning voerde de ene lijn een lijnfilm met zwarte letters op witte achtergrond en de andere lijn een lijnfilm met witte letters op zwarte ondergrond. In 1967 werden de lijnen 4A en 4B opgeheven en vervangen door lijn 1 en 8 en kwam het lijnnummer 4 vrij. 
Omdat er door de opheffing van verschillende tramlijnen hiaten in de lijnnummering waren gevallen en men aaneengesloten wilde nummeren werd lijn 14 op 4 november 1968 vernummerd in lijn 4 maar de route bleef ongewijzigd. Op 10 juli 1985 vond er een wijziging plaats door de verlenging van het Heemraadsplein naar Schiedam Stadserf (in de stille uren Marconiplein) ter vervanging van de ingekorte lijn 8. In 1989 werd de route over het Pompenburg en de Hofdijk verlegd naar de Schiekade en Heer Bokelweg in verband met reconstructie van dat deel van de stad tijdens de aanleg van de Willemsspoortunnel. Van 1990 tot 1992 heeft lijn 4 het trajectdeel Rotterdam Centraal (Centraal station heette dat destijds) - Heemraadsplein tijdelijk verruild met het trajectdeel Hofplein - Spangen van lijn 6, met dien verstande dat van het Centraal station via Kruisplein, Mauritsweg en Van Oldenbarneveldtstraat de Coolsingel bereikt werd. Omdat die wijziging geen succes bleek te zijn, is zij na ruim een jaar ongedaan gemaakt. Sinds 2000 werd alleen nog in de spitsuren doorgereden naar het Stadserf en sinds 2002 eindigde alle ritten op het Marconiplein.
In 2004 is de lijn (wegens bezuinigingen) ingekort tot Heemraadsplein – Molenlaan. Na vele klachten van winkeliers (omdat zij omzet mis zouden lopen) langs het traject in het Oude Westen, is de routewijziging in kleine stappen weer volledig teruggedraaid. Dit is opmerkelijk, aangezien een paar jaar eerder elders in Rotterdam bij de aanleg van lijn 25 winkeliers om dezelfde reden de komst van de tram succesvol tegengewerkt hadden. Van 10 januari 2022 tot een onbekende datum was de lijn wegens werkzaamheden op de Schiedamseweg bij metrostation Delfshaven weer ingekort tot het Heemraadsplein. Vanaf 9 januari 2023 werd lijn 4 definitief ingekort tot het Heemraadsplein.
De lijn berijdt thans het traject Heemraadsplein – Eendrachtsplein – Centraal Station – Station Hofplein – Station Noord – Molenlaan (Hillegersberg). Het trajectdeel vanaf het station - tot 1953 Delftse Poort, nadien CS - tot aan het noordelijke eindpunt (achtereenvolgens Bergse Dorpsstraat, Floris Versterlaan en Molenlaan) wordt sedert 1923 door eerst lijn 14 en vervolgens haar opvolgster lijn 4 bereden.

## TramPlus
Lijn 4 viel buiten het Rotterdamse TramPlus-plan, en heeft nog bijna nergens een vrije baan. Wel zijn op een aantal plaatsen waar de tram geen vrije baan heeft, korte gelijkvloerse haltes aangelegd waarbij op een aantal haltes slechts de helft van de tram een gelijkvloerse instap heeft. 

## Exploitatie
Lijn 4 rijdt op alle dagen van de week een 20-minutendienst. Lijn 6 zorgt tussen Heemraadsplein en Kootsekade voor een dubbele frequentie.

## Materieel
Tramlijn 4 is volledig geschikt voor lagevloertrams en wordt geëxploiteerd met de Citadis, een tram van de bouwer Alstom. De lijn is niet geheel rolstoeltoegankelijk, want enkele haltes hebben geen verhoogd perron.